# جاك كروستشين
جاك كروستشين (بالإنجليزية: Jack Kruschen )‏ (و. 1922 – 2002 م) هو ممثل أفلام كندي، ولد في وينيبيغ، توفي في تشاندلر، عن عمر يناهز 80 عاماً.
.

## وصلات خارجية
- جاك كروستشين على موقع IMDb (الإنجليزية)
- جاك كروستشين على موقع ألو سيني (الفرنسية)
- جاك كروستشين على موقع ميوزك برينز (الإنجليزية)
- جاك كروستشين على موقع تيرنر كلاسيك موفيز (الإنجليزية)
- جاك كروستشين على موقع أول موفي (الإنجليزية)
- جاك كروستشين على موقع قاعدة بيانات برودواي على الإنترنت (الإنجليزية)
- جاك كروستشين على موقع قاعدة بيانات الأفلام السويدية (السويدية)
- جاك كروستشين على موقع إن إن دي بي (الإنجليزية)
- جاك كروستشين على موقع ديسكوغز (الإنجليزية)
- جاك كروستشين على موقع قاعدة بيانات الفيلم (الإنجليزية)